# Città di Forlì III 2021
Il Città di Forlì III 2021 è stato un torneo maschile di tennis giocato sul  cemento indoor. È stata la 4ª edizione del torneo – la 3ª del 2021 – facente parte della categoria Challenger 80 nell'ambito dell'ATP Challenger Tour 2021, con un montepremi di 44 820 €. Si sono giocati al Tennis Villa Carpena di Forlì, in Italia, dal 6 al 12 dicembre 2021.
La settimana precedente, dal 29 novembre al 5 dicembre, si era tenuta al Tennis Villa Carpena la terza edizione del torneo, sempre sui campi in cemento indoor. Nel giugno dello stesso anno si era disputata la seconda edizione, ma si era invece giocato sui campi in terra rossa del club forlivese.

## Partecipanti

### Teste di serie
| Nazionalità          | Giocatore        | Ranking* | Testa di serie |
| -------------------- | ---------------- | -------- | -------------- |
| Stati Uniti          | Maxime Cressy    | 122      | 1              |
| Italia               | Federico Gaio    | 153      | 2              |
| Italia               | Salvatore Caruso | 157      | 3              |
| Belgio               | Zizou Bergs      | 185      | 4              |
| Bosnia ed Erzegovina | Mirza Bašić      | 231      | 5              |
| Ucraina              | Vitaliy Sachko   | 260      | 6              |
| Italia               | Andrea Vavassori | 262      | 7              |
| Italia               | Andrea Arnaboldi | 266      | 8              |

* Ranking al 29 novembre 2021.

### Altri partecipanti
I seguenti giocatori hanno ricevuto una wild card per il tabellone principale:
- Lukáš Rosol
- Matteo Gigante
- Luca Nardi

I seguenti giocatori sono entrati in tabellone usando il ranking protetto:
- Julian Lenz
- Filippo Baldi

Il seguente giocatore è entrato in tabellone come alternate:
- Valentin Vacherot

I seguenti giocatori sono passati dalle qualificazioni:
- Daniele Capecchi
- Savriyan Danilov
- Luca Potenza
- Keegan Smith

## Punti e montepremi
| Torneo    | Torneo              | V     | F     | SF    | QF    | 2T  | 1T  | Q | Q2  | Q1  |
| Singolare | Punti               | 80    | 48    | 29    | 15    | 7   | 0   | 4 | 1   | 0   |
| Singolare | Premi in denaro (€) | 6 190 | 3 650 | 2 160 | 1 260 | 730 | 450 | – | 225 | 115 |
| Doppio    | Punti               | 80    | 48    | 29    | 15    | –   | 0   | – | –   | –   |
| Doppio    | Premi in denaro (€) | 2 670 | 1 550 | 930   | 550   | –   | 310 | – | –   | –   |

## Campioni

### Singolare
Pavel Kotov ha sconfitto in finale  Andrea Arnaboldi con il punteggio di 6–4, 6–3.

### Doppio
Alexander Erler /  Lucas Miedler hanno sconfitto in finale  Sergio Martos Gornés /  Marco Bortolotti con il punteggio di 6–4, 6–2.